# 埃勒阿夫文区
埃勒阿夫文區是索馬利亞時期的一個區級行政區，目前屬於索馬利蘭共和國東部的萨纳格州，首府為埃勒阿夫文。

## 人口
最近一次的人口普查，顯示該地的人口共有165,474人，居民主要為伊萨克族的Habar Jeclo人。

## 外部鏈結
- 埃勒阿夫文在Google地圖上的位置
- 埃勒阿夫文區行政區域圖 （页面存档备份，存于）